# Мюллер, Венцель
Венцель Мюллер (нем. Wenzel Müller; 26 сентября 1759, Местечко Трнавка, ныне Чехия — 3 августа 1835, Баден) — австрийский композитор.
Вырос в Моравии, получил первые уроки музыки в Альтштадте, затем после смерти отца переехал с матерью в деревушку Корниц (ныне район Свитави в Чехии), где под руководством деревенского учителя музыки научился играть на многих инструментах и в 12 лет сочинил первую мессу для своего старшего брата, ставшего священником. Затем Мюллер был направлен для продолжения обучения в Бенединктинский монастырь в Райгерне, где обратил на себя внимание не только регента хора Мауруса Хабербауэра, но и настоятеля Отмара Конрада, отправившего способного музыканта в Йоханнесберг в Силезии, резиденцию епископа Бреслау, где в качестве придворного композитора работал Карл Диттерсдорф, ставший для Мюллера главным наставником и другом.
В 1783 году Мюллер вернулся в Брно и поступил скрипачом в оперный оркестр, в том же году дебютировав как оперный композитор. С 1786 года Мюллер работал капельмейстером в Леопольдштадт-театре, Вена. В 1807—1813 годах работал в Немецком театре в Праге, после чего вернулся на прежнюю должность в Вену и работал там до 1830 года. Умер в Бадене.
Написал более 200 опер, а также симфонии, кантаты и мессы. Его наиболее известные произведения: «Das verfehlte Rendezvous» (1783); «Das neue Sonntagskleid» (1793); «Die Schwestern von Prag» (1794); «Asmodi oder das böse Weib und der Satan» (1834). Его дочерью была известная оперная певица своего времени Тереза Грюнбаум.